# Il libro nero dei regimi islamici
Il libro nero dei regimi islamici è un libro di divulgazione storica scritto dal giornalista Carlo Panella che dal 2001 ha iniziato a scrivere libri sul terrorismo islamista. È edito da Rizzoli.
Il libro ripercorre le tappe del mondo islamico, principalmente arabo, dall'inizio della I guerra mondiale, 5 novembre 1914, che per l'Impero ottomano fu un vero e proprio jihād, dichiarato dal Sultano/Califfo come "guerra santa" contro gli infedeli, malgrado egli fosse strettamente alleato con la cristiana Prussia e il cristiano Impero austro-ungarico.

Anno per anno racconta il percorso storico e ideologico che ha portato una parte del mondo arabo-musulmano verso il fondamentalismo.

## Appendice
Oltre alle note, è presente una corposa appendice in cui sono presenti: la fatwā del Gran Muftì di Gerusalemme che proclamò il jihād a fianco delle forze dell'Asse nazifascista, la Costituzione della Repubblica islamica dell'Iran, lo statuto di Hamas e, in contrapposizione a questi, la Costituzione della Repubblica dell'Iraq.

## Edizioni
Carlo Panella, Il libro nero dei regimi islamici. 1914-2006 oppressione, fondamentalismo, terrore, Rizzoli, 2006. pp. 455, cap. nove.